# × Anacamptorchis
× Anacamptorchis – hybrydowy rodzaj roślin z rodziny storczykowatych (Orchidaceae). Obejmuje 11 gatunków występujących w Europie we Francji, Niemczech, Wielkiej Brytanii, Grecji, Włoszech, Hiszpanii, Szwecji. Formuła hybrydowa to Anacamptis × Orchis.

## Systematyka
Rodzaj sklasyfikowany do podplemienia Orchidinae w plemieniu Orchideae, podrodzina storczykowe ( Orchidoideae), rodzina storczykowate (Orchidaceae), rząd szparagowce (Asparagales) w obrębie roślin jednoliściennych.
Wykaz gatunków
- × Anacamptorchis bassoulsii (Balayer) B.Bock
- × Anacamptorchis celtiberica (Pau) B.Bock
- × Anacamptorchis christiani-bernardii B.Bock
- × Anacamptorchis grazianiae (Conrad) B.Bock
- × Anacamptorchis ladurneri (Murr) B.Bock
- × Anacamptorchis lauzensis (Balayer) B.Bock
- × Anacamptorchis morioides (Brand) Stace
- × Anacamptorchis neogennarii (E.G.Camus) B.Bock
- × Anacamptorchis perretii (K.Richt.) B.Bock
- × Anacamptorchis richardiorum (Soca) J.M.H.Shaw
- × Anacamptorchis salkowskiana (C.Alibertis & A.Alibertis) J.M.H.Shaw